# رافاييل دي سوزا أوليفيرا
رافاييل دي سوزا أوليفيرا هو لاعب كرة قدم برازيلي في مركز الوسط، ولد في 16 يونيو 1988 في نانوك في البرازيل. لعب مع بنوم بنه كراون.

## وصلات خارجية
- رافاييل دي سوزا أوليفيرا على موقع قاعدة بيانات كرة القدم.إي يو (الإنجليزية)